# Ecca-Pass
Der Ecca-Pass ist ein Gebirgsaufstieg der Regionalstraße R67 an einer west-östlich verlaufenden Erhebung nordöstlich von Makhanda (ehemals Grahamstown). Er befindet sich in der Provinz Ostkap (Eastern Cape) von Südafrika.

## Geographie
Der Pass liegt auf einer Höhe von etwa 470 Metern über dem Meeresspiegel. Die Straße führt aus Richtung Norden, an Fort Brown vorbei, am Osthang eines engen Taleinschnittes entlang und erreicht in einer Kurve ihren höchsten Punkt.

## Geologie
Das Gebirge am Ecca-Pass besteht aus Schichten der Collingham Formation mit kalkhaltigen Tonschiefern, verfestigten vulkanischen Aschen mit pelitischen Anteilen und parallel laminierten Schluff- und Sandsteinen, die als Teile von Bouma-Sequenzen interpretiert werden.
Nach dem Ecca-Pass und wegen seiner Bedeutung für das Verständnis der geologischen Verhältnisse in der Karoo ist die Ecca-Gruppe innerhalb der Karoo-Supergruppe benannt. Die hier auftretenden Sedimentschichten bildeten sich vor etwa 288 bis 255 Mio. Jahren in einem Binnenmeer.

## Geschichte und Paläontologie
Die geologischen Besonderheiten um den heutigen Ecca-Pass wurden beim Bau einer Militärstraße durch Andrew Geddes Bain entdeckt. Dieser war ein Ingenieur und nebenbei an Paläontologie interessiert. Nach einem erfolglosen Versuch mit einer Farm nutzte er sein technisches Talent, um im Straßenbau als Landvermesser tätig zu werden. Eine seiner frühen Aufgaben auf diesem Gebiet war 1837 der Bau der Militärstraße (Queen’s Road) von Grahamstown nach Fort Beaufort. Bei den Arbeiten fielen ihm im Bereich des Ecca-Passes zahlreiche Fossilien in die Hände, die sein starkes Interesse erregten. Darunter befanden sich versteinertes Holz und Schädelknochen von Reptilien. Andrew Geddes Bain war später an vielen Straßenbauten in Südafrikas Landschaften beteiligt und parallel ein engagierter Fossiliensammler. Einige Exponate seiner Sammeltätigkeit befinden sich heute im Museum von Fort Beaufort. Er zählt zu den bedeutenden Vertretern südafrikanischer Paläontologie im 19. Jahrhundert. Um seine Verdienste zu würdigen, wurde am 7. September 1964 ein Denkmal am Ecca-Pass aufgestellt. Man bezeichnet ihn heute als den Vater der südafrikanischen Paläontologie.